# Amir Pnueli
Amir Pnueli (* 22. April 1941 in Nahalal, Palästina; † 2. November 2009 in New York City, New York) war ein israelischer Informatiker, der wegweisende Verdienste um die Einführung der temporalen Logik in die Informatik sowie die Verifizierung von Programmen und Systemen geleistet und dafür 1996 mit dem Turing Award ausgezeichnet wurde.

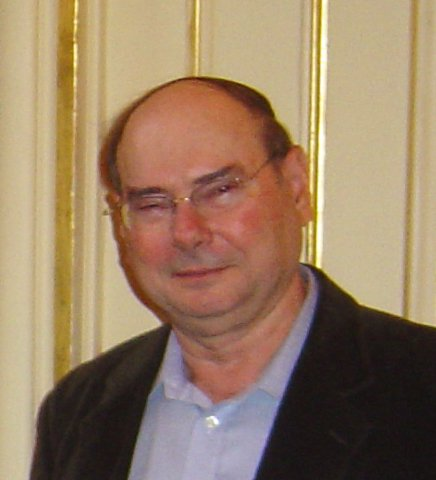
Amir Pnueli (2005)

## Leben
Amir Pnueli machte einen Bachelor in Mathematik am Technion in Haifa und einen Ph. D. in angewandter Mathematik am Weizmann-Institut für Wissenschaften in Rechovot bei Chaim Leib Pekeris (Solution of Tidal Problems in Simple Basins).
Während seiner Post-Doktoranden-Phase an der Stanford University und am Thomas J. Watson Research Center wechselte er in die Informatik. Zurück in Israel betätigte er sich zunächst im Weizmann-Institut in der Forschung, ging dann an die Universität Tel Aviv und gründete dort den Fachbereich für Informatik, dessen erster Vorsitzender er war. 1981 kehrte er als Professor für Informatik an das Weizmann-Institut zurück. Seit 1999 lehrte er auch an der New York University.
1971 war Pnueli an der Gründung des Softwareherstellers Mini-Systems beteiligt, 1984 gründete er mit seinen beiden Mini-Systems-Partnern und David Harel die Firma AdCad (später I-Logix, inzwischen Teil von Telelogic), wo er mit Harel den Statemate-Modellprüfer entwarf. Außerdem arbeitete er mit Harel an der Semantik und Implementation von dessen Zustandsübergangsdiagrammen.
1977 erzielte Pnueli mit seinem Paper The Temporal Logic of Programs einen wichtigen Durchbruch in der Verifizierung paralleler und reaktiver(?) Systeme. Er löste mit den Techniken seiner Temporalen Logik für Programme einen Paradigmenwechsel in der Untersuchung des dynamischen Verhaltens von Systemen aus. Pnueli untersuchte erstmals das Laufverhalten von Programmen statt nur ihr Ein- / Ausgabeverhalten und führte so einen mächtigen Formalismus zur Untersuchung von Programmen ein. Dies prägt bis heute das Studium paralleler Programme.
Pnueli starb am 2. November 2009 im Alter von 68 Jahren an einer Hirnblutung.

## Weitere Ehrungen
1997 bekam er von der Universität Uppsala einen Ehrendoktortitel verliehen, 1998 von der Universität Joseph Fourier in Grenoble und November 2000 von der Carl-von-Ossietzky-Universität in Oldenburg. 2007 wurde er Fellow der ACM. Seit 2001 war er Mitglied der Israelischen Akademie der Wissenschaften.